# In Search of the Fourth Chord
In Search of the Fourth Chord — двадцять восьмий студійний альбом британського рок-гурту Status Quo, який був випущений 17 вересня 2007 року.

## Список композицій
1. Beginning of the End – 4:23
2. Alright – 4:12
3. Pennsylvania Blues Tonight – 3:44
4. I Don't Wanna Hurt You Anymore – 4:00
5. Electric Arena – 5:25
6. Gravy Train – 3:23
7. Figure of Eight – 4:08
8. You're the One for Me – 3:30
9. My Little Heartbreaker – 3:50
10. Hold Me – 4:33
11. Saddling Up – 3:42
12. Bad News – 5:05
13. Tongue Tied – 4:21

## Учасники запису
- Френсіс Россі - вокал, гітара
- Рік Парфітт - вокал, гітара
- Джон Едвардс - бас-гітара
- Метт Летлі - ударні
- Енді Боун - клавішні